# Alfred Steux

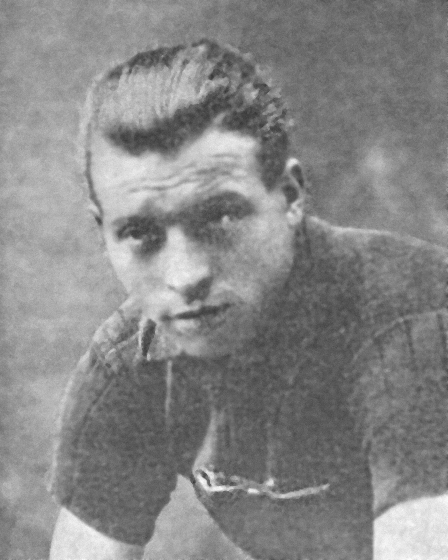
Alfred Steux als Profi

Alfred Steux (* 23. Mai 1892 in Dottenijs; † 9. August 1934 in Paris) war ein belgischer Radrennfahrer.
Steux begann seine Karriere 1913 als Unabhängiger. Ein Jahr später erzielte er den dritten Platz beim belgischen Eintagesrennen Étoile Carolorégienne. Seine größten Erfolge feierte der jedoch fünf Jahre später bei der Tour de France 1919.  Ihm gelang es, den 2. Platz auf der 4. Etappe und den 3. Platz auf der 9. Etappe zu erreichen. Darüber hinaus wurde er Zehnter in der Gesamtwertung, mit einem Rückstand von 21:44:12 Stunden auf den Sieger Firmin Lambot. 1919 wurde er Sieger des Etappenrennens Tour du Sud-Est.

## Teams
- 1913–1918 Individuell
- 1919 La Sportive
- 1920–1922 Individuell
- 1923 Dilecta-Russell Cycles
- 1924–1925 Individuell